# Global Trade Item Number
Die Global Trade Item Number (GTIN) ist eine aus dem GS1-System (vormals EAN-System) stammende Identifikationsnummer, mit der Handelseinheiten ausgezeichnet werden können. GS1 stellt ein weltweit eindeutiges Identifikationssystem zur Verfügung und hat weite Verbreitung in der Wirtschaft, um Waren, Dienstleistungen, Lokationen, Transporteinheiten etc. zu identifizieren. GTIN ist die aktuelle Bezeichnung für die bis 2005 gebräuchliche European Article Number (EAN). In der Praxis wird die GTIN meist mit dem Strichcode, in dem die Nummer kodiert wird, gleichgesetzt. Die GTIN ist eine weltweit eindeutige Identifikationsnummer (unabhängig vom Datenträger = Strichcode oder RFID-Tag).
Eine GTIN kann eine acht-, zwölf-, dreizehn- oder vierzehnstellige Ziffernkette sein. Diese Ziffernketten sind global eindeutig, da sie eine GS1-Basisnummer oder einen GS1-8-Präfix enthalten und immer als ganze Ziffernkette (inklusive Prüfziffer) gelesen werden. Die Prüfziffer stellt sicher, dass die Ziffernkette korrekt zusammengesetzt ist.
Jedes Unternehmen oder jede Organisation kann bei einer GS1-Mitgliedsorganisation eine sogenannte GS1-Basisnummer lizenzieren und daraus GTINs für seine Produkte und Handelseinheiten etc. vergeben.
Die GS1-Basisnummer ist eine eindeutige Zeichenfolge von vier bis zwölf Ziffern, die notwendig sind, um GS1-Identifikationsschlüssel zu vergeben. Die GS1-Basisnummern werden von GS1-Mitgliedsorganisationen zugewiesen. Für Deutschland ist dies GS1 Germany, für Österreich GS1 Austria und für die Schweiz GS1 Switzerland. Dabei definieren die ersten 3 Ziffern der GS1-Basisnummer die ausgebende GS1-Mitgliedsorganisation. Diese auch Länderpräfix genannten 3 Ziffern geben jedoch nicht das Produktionsland an, sondern das Land, bei dem die vertreibende Firma eine GS1-Basisnummer erhalten hat. Firmen sind generell frei in der Wahl der GS1-Mitgliedsorganisation.
| Format  | GS1-Basisnummer | GS1-Basisnummer | GS1-Basisnummer | GS1-Basisnummer | GS1-Basisnummer | GS1-Basisnummer | GS1-Basisnummer | Artikelbezug | Artikelbezug | Artikelbezug | Artikelbezug | Artikelbezug | Artikelbezug | Artikelbezug | Artikelbezug | Prüfziffer |
| ------- | --------------- | --------------- | --------------- | --------------- | --------------- | --------------- | --------------- | ------------ | ------------ | ------------ | ------------ | ------------ | ------------ | ------------ | ------------ | ---------- |
| GTIN-14 | N1              | N2              | N3              | N4              | N5              | N6              | N7              | N7           | N8           | N9           | N10          | N10          | N11          | N12          | N13          | N14        |
| GTIN-13 |                 | N1              | N2              | N3              | N4              | N5              | N6              | N6           | N7           | N8           | N9           | N9           | N10          | N11          | N12          | N13        |
| GTIN-12 |                 |                 | N1              | N2              | N3              | N4              | N5              | N5           | N6           | N7           | N8           | N8           | N9           | N10          | N11          | N12        |
| Format  |                 |                 |                 |                 |                 |                 | GS1-8-Präfix    | GS1-8-Präfix | GS1-8-Präfix | GS1-8-Präfix | GS1-8-Präfix | Artikelbezug | Artikelbezug | Artikelbezug | Artikelbezug | Prüfziffer |
| GTIN-8  |                 |                 |                 |                 |                 |                 | N1              | N1           | N2           | N3           | N4           | N4           | N5           | N6           | N7           | N8         |

Es gibt vier unterschiedliche GTIN-Formate. Für Anwendungen, die ein einheitliches 14-stelliges Format benötigen, müssen führende Nullen hinzugefügt werden. Die führenden Nullen dienen rein als Füllfelder und verändern nicht die betreffende GTIN.

## Anwendung der GTIN
Die GTIN kann verwendet werden, um alle Arten von Handelseinheiten in jeder unterschiedlichen Verpackungsebene (zum Beispiel Endverbrauchereinheit, Überverpackung, Kiste, Palette) zu identifizieren. Gruppierungen von Handelseinheiten mit gleichartigen Produktions- und Verwendungscharakteristiken wie eine Produktionscharge können darüber hinaus mit Hilfe der Chargen-/Losnummer, Mindesthaltbarkeitsdatum und anderen ähnlichen Datenelementen noch besser voneinander unterschieden werden. Individuelle Handelseinheiten können eindeutig mithilfe der GTIN plus Seriennummer identifiziert werden.
Hat das Unternehmen einer Handelseinheit eine GTIN zugewiesen, ist diese weltweit eindeutig und dazugehörende Informationen können entlang der Wertschöpfungskette zwischen den involvierten Partnern einfach ausgetauscht werden.
Die GTIN kann in einem Strichcode oder einem RFID-/EPC-Tag codiert werden. Durch das Auslesen des Strichcodes oder des RFID-/EPC-Tags können Unternehmen Produkte und damit verbundene Informationen effizient und richtig verarbeiten; beispielsweise bei der Übernahme von Waren in ein Lager, beim Verkauf an der Kasse oder der Verabreichung der richtigen Medikamente in einem Krankenhaus.
GTINs können zur eindeutigen Identifikation von Handelseinheiten verwendet werden, sei es in Katalogen, elektronischen Nachrichten wie Bestellauftrag oder Rechnungssendung. Eingebettet in Webseiten können GTINs die Funktionalität von Suchmaschinen optimieren und Konsumenteninformationen effektiver zur Verfügung stellen.
In der Musikindustrie werden GTINs für Musikprodukte verwendet (zum Beispiel Alben oder Singles), ISRC-Codes hingegen zur Identifikation einzelner Ton- und Bildtonaufzeichnungen (Titel bzw. „Tracks“).

## GS1 Idente
Nach GS1 existieren folgende 11 GS1 Idente, Identifikationsbegriffe für unterschiedliche Arten von Objekten (engl. GS1 Key / GS1 Key Code / GS1 Key Value):
| GS1 Idente                                   | Abk. | Anmerkung                       | Erläuterung |
| -------------------------------------------- | ---- | ------------------------------- | --- |
| Global Trade Item Number                     | GTIN | 8/12/13/14-stellig, ehemals EAN | Produkte und Dienstleistungen (Einzelne Objekte individualisierbar durch eine Seriennummer SN)                                                                       |
| Global Location Number                       | GLN  | 13-stellig                      | Lokationen (Unternehmen aber z. B. auch Anlieferadressen wie Lagerstandorte, Lagerplätze, Filialen)                                                                  |
| Serial Shipping Container Code               | SSCC |                                 | Nummer der Versandeinheit (NVE) für jede Versandeinheit eindeutig |
| Global Returnable Asset Identifier           | GRAI |                                 | Mehrweg-Transportverpackungen, z. B. Bierfässer, Paletten oder Steigen                                                                                               |
| Global Individual Asset Identifier           | GIAI |                                 | Wirtschaftsgüter und Anlagen |
| Global Service Relation Number               | GSRN |                                 | Dienstleister-Empfänger-Beziehungen |
| Global Document Type Identifier              | GDTI |                                 | Dokumente |
| Global Shipment Identification Number        | GSIN |                                 | Warensendungen aus einer oder mehreren Transporteinheiten (für einen Empfänger)                                                                                      |
| Global Identification Number for Consignment | GINC |                                 | Ladung oder Lieferung aus einer oder mehreren Transporteinheiten (zu potentiell verschiedenen Sendungen), die für einen Teil des Weges zusammen transportiert werden |
| Global Coupon Number                         | GCN  |                                 | Coupons, seit 2015 auch für Papiercoupons |
| Component/Part Identifier                    | CPID |                                 | Teile und Komponenten |